# Silvia Berger
Silvia Berger, née le 7 novembre 1980 à Westendorf, est une skieuse alpine autrichienne.

## Carrière
Elle participe à sa première course de Coupe du monde de ski alpin en janvier 1999, au slalom géant de Maribor. C'est dans la même discipline, qu'elle monte sur son premier podium en décembre 1999 avec une deuxième place à Val d'Isère. Elle obtient deux autres podiums à ce niveau, deux troisièmes places en super G, à Veysonnaz en 2004 et à Cortina d'Ampezzo en 2005. En 2005, elle participe à ses seuls Championnats du monde en Italie où elle prend la onzième place en super G.
Après la saison 2008-2009, elle décide de prendre sa retraite sportive.

## Palmarès

### Championnats du monde
| Épreuve / Édition | Bormio 2005 |
| Super G           | 11e         |

### Championnats du monde juniors
Médaille d'argent du super G et du slalom géant en 1999

### Coupe du monde
- Meilleur classement général : 26e en 2004.
- Meilleur classement en super G : 8e en 2004.
- Meilleur classement en slalom géant : 17e en 2000.
- 3 podiums en carrière.

### Coupe d'Europe
- Vainqueur du classement général en 1999[2].
- Vainqueur des classements de descente et de slalom géant en 1999[2].
- 26 podiums dont 9 victoires[3].

### Championnats d'Autriche
- Championne du super G en 2008